# Belinda (måne)
Belinda er en af planeten Uranus' måner: Den blev opdaget den 13. januar 1986 ud fra billeder taget af rumsonden Voyager 2, og fik lige efter opdagelsen den midlertidige betegnelse S/1986 U 5. Senere har den Internationale Astronomiske Union vedtaget at opkalde den efter Belinda fra Alexander Popes digt The Rape of the Lock. Månen Belinda kendes desuden også under betegnelsen Uranus XIV (XIV er romertallet for 14).
Ud over størrelse og data for omløbsbanen ved man pr. 2005 meget lidt om denne måne.